# Galičani
Galičani (makedonska: Галичани) är en ort i Nordmakedonien. Den ligger i kommunen Prilep, i den centrala delen av landet, 80 kilometer söder om huvudstaden Skopje. Galičani ligger 618 meter över havet och antalet invånare är 338.